# 院生 (囲碁)
院生（いんせい、英語: Insei, Go Apprentice）は、囲碁棋士を養成する機関に所属する青少年を指す呼称。院生制度は日本棋院、関西棋院、韓国棋院、台湾棋院などで何らかの年齢制限を伴う形で採用されている。韓国などは「研究生」という呼び方を用いている。

## 年齢制限
- 日本棋院では、志願は14歳を迎える学年度が期限。14歳以上の場合は院生師範による棋力審査で特に有望と判定される必要がある。研修期間は、原則として満17歳の年齢に達する学年度まで。（関西総本部、中部総本部においては、特例として19歳の年齢に達する学年度まで延長される場合あり）。外国籍院生の場合、採用年齢は25歳以下、研修満了は30歳が期限[6]。

- 関西棋院では、入会年齢制限はない。男子は18歳の誕生日、女子は20歳の誕生日をもって院生資格を失う[7]。

## 院生になる利点
- （受験時に）院生の地位を持つ者は多くの場合、棋士採用試験において優遇を受ける。日本棋院の場合、受験を認められた者（序列が上の院生）は外来予選（外来受験者たちによる予選）を免除される[8]。また日本棋院による女流特別採用は院生時代の成績を考慮しているため、院生経験者に対する優遇策だといえる[9]。関西棋院は院生に限定して棋士採用を行っていた[10][11]が、2009年から研修棋士制度を導入した。その後、2019年から外来棋士制度に改めた事により研修棋士は廃止されている。
- 中野杯U20選手権など若手棋士棋戦は院生の出場枠を設けている[12]。

## その他
- 院生になるには、書類審査及び試験碁・面接に合格する必要がある。棋力は14歳で六段位が必要とされる[3][4][6]。
- 院生になると、院生研修はアマチュアの大会より優先することが求められるため、アマチュア大会の参加などは原則として不可能になる[3][4]。高校生の大会だと、院生経験者の出場に制限がかかる場合もある[13][14]。
- 院生は月謝等の納入を課される。院生の成績や家庭の事情を考慮し、授業料の免除や奨学金の支給/貸与が行われることがある[3][6]。
- 日本棋院では、棋力別にA,Bクラス各10名、Cクラス12名、Dクラス14名、E,Fクラス（ 人数不定 ）と分けられており、院生の氏名・序列・年齢・出身地・師匠などを公表している[15]。
- 日本棋院では年齢制限により院生を辞めた者でも外来予選に参加することが可能であるため、芝野龍之介のように再挑戦でプロとなった棋士もいる[16]。
- 日本棋院では2023年から5歳から12歳までの有段者を対象とした「日本棋院研修会」を開始した[17]。上位者は院生への編入も可能である[17]。